# Flambé

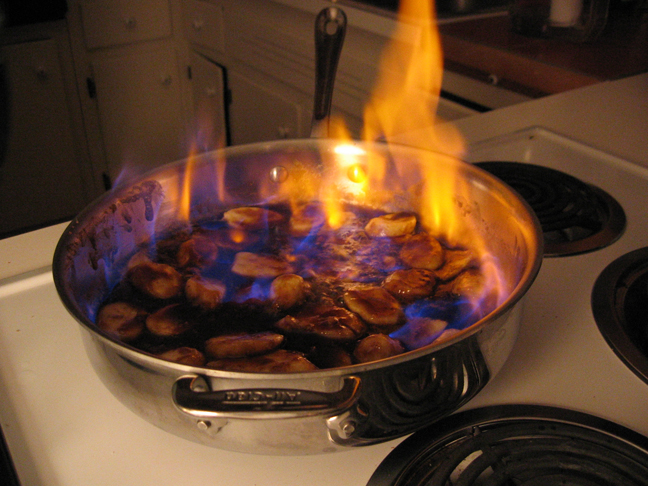
Plàtan flamejat.

El flambé o flamejat (del francès flamber, ‘fer flames') és una forma de cuinar amb alcohol (etanol) de manera que s'aconsegueixin dos efectes: fer més cruixent la superfície de l'aliment, o introduir un efecte espectacular en la presentació d'un plat als comensals.

## Història
Al segle xix es va descobrir el flamejat a la ciutat de Montecarlo quan l'any 1895 Henri Carpentier, un cambrer, va calar foc a la paella de crepes que preparava pel que seria Eduard VII del Regne Unit, descobrint d'aquesta forma que cremar una salsa afecta el seu sabor de forma imprevista que pot ser agradable al gust.